# Château de Rivoli
Le château de Rivoli (en italien Castello di Rivoli), le plus important de la ville de Rivoli (Italie), se trouve place Mafalda de Savoie et abrite, depuis 1984, un des plus importants musées italiens d'art contemporain.

## Histoire
La construction initiale remonte aux IXe et Xe siècles, et elle est attestée en 1159, par un document de l'empereur Barberousse qui reçoit le territoire avec l'archidiocèse de Turin. Déjà en possession de l'évêché turinois, le château de Rivoli devint, en 1280, propriété de la famille de Savoie qui l'utilisa en fonction de son importance stratégique.
Le château est utilisé au XVe siècle et durant la première moitié du XVIe siècle comme avant-poste militaire.
En vertu du  traité du Cateau-Cambrésis de 1559, le duc Emmanuel-Philibert de Savoie va obtenir l'évacuation des troupes françaises des États de Savoie . Mais la remise officielle de la place de Turin n'aura lieu que le 2 novembre 1562. Le duc décide donc de résider avec sa famille  au château de Rivoli, lequel est restauré et modifié par son architecte Ascanio Vittozzi. C'est au château de Rivoli que le duc Emmanuel-Philibert signe l'Édit de Rivoli, le 22 septembre 1561, par lequel il remplace l'usage du latin par l'italien en principauté de Piémont et dans le comté de Nice, et par le français dans les duchés de Savoie et d'Aoste. Le 12 janvier 1562, Marguerite de France, duchesse de Savoie donne le jour au château de Rivoli au futur duc Charles-Emmanuel Ier de Savoie.
Le duc de Savoie fait son entrée à Turin le 14 décembre 1562 à la tête de six-cents guerriers  à cheval brandissant des oriflammes aux armes de Savoie . Il proclame que Turin sera désormais la capitale de ses états en remplacement de Chambéry. La famille de Savoie quitte le château de Rivoli pour s'installer à Turin, dans le palais des archevêques où siègera désormais la cour de Savoie.
Concernant le château de Rivoli, après cet intermède, le projet vittozziano est repris par les architectes Carlo et Amedeo di Castellamonte et les travaux sont terminés en 1644. C'est dans cette période que fut réalisée la dite « Manica Lunga », destinée à être la pinacothèque des Savoie et qui est, aujourd'hui, l'unique édifice seicentesco visible.
Le château est détruit et pillé en partie par les troupes françaises à la fin du XVIIe siècle. Le château est de nouveau modifié après 1706, par les travaux confiés à l'architecte Michelangelo Garove.
À son retour   de son séjour en Sicile Victor-Amédée II de Savoie commande à l'architecte Filippo Juvarra  un projet grandiose qui reprend les lignes architecturales de Garove tout en agrandissant les espaces et les ouvertures, reste cependant incomplet, même si l'idée centrale de Victor-Emmanuel II de Savoie, qui consistait à créer un symbole de la grandeur de la maison de Savoie et à contrôler les vues et les liens symboliques, semble partiellement réalisé grâce à l'axe Rivoli-Superga et à la nouvelle construction de Corso Francia qui reliait la ville de Turin au palais. Montesquieu évoque ces travaux lors de son passage à Turin en 1728. À la mort du souverain, le château est abandonné par les Savoie.
En 1863 il est loué à l'administration communale rivolese, qui en fit une caserne. En 1883 il est vendu à la commune de Rivoli, pour 100 000 lires ; la bibliothèque civique y est transférée et quelques meubles ayant appartenu à la famille de Savoie y sont conservés ; le reste de l'édifice conserve sa fonction de  caserne.
La Seconde Guerre mondiale détruit une bonne partie des édifices et les premières interventions architecturales suivantes servent à consolider la structure. Laissé à l'abandon, le chantier est rouvert en 1979, confié à l'architecte Andrea Bruno, avec le but de donner une nouvelle vie au château et à la ville.

## Le musée d'art contemporain
En 1984 le musée d'art contemporain est inauguré avec la première exposition Ouverture. La collection s'enrichit au cours des ans, en le faisant devenir un des musées les plus connus en Italie, avec la continuation des travaux de réhabilitation de la structure et des intérieurs du château.
En 1998 Manica Lungara (l'Aile longue), la partie la plus ancienne du palais, est inaugurée. Elle a été autrefois utilisée comme pinacothèque ; elle a une longueur de 140 mètres et elle abrite : 
- Des expositions temporaires : en 2008, The Painting of Modern Life sous la direction de Ralph Rugoff (6 février - 4 mai 2008)
- Des services du musée,
- Des structures didactiques
- Le musée de la Publicité.
- La première collection permanente en Italie, qui documente l'art contemporain depuis le début des années 1950, avec des œuvres, entre autres[4], de Giacomo Balla, Dennis Oppenheim, Joseph Kosuth, Rebecca Horn, Maurizio Cattelan  et Gilberto Zorio et celles des représentants de l'Arte Povera avec Mario Merz, Gilberto Zorio, Giuseppe Penone, Michelangelo Pistoletto, Paolini, Mainolfi, Jannis Kounellis.

Les œuvres sont exposées dans les salles du château qui conservent leur décoration initiale, restaurées (ou en cours de restauration), créant un contraste fort entre modernité et les traces de l'ancien faste royal.

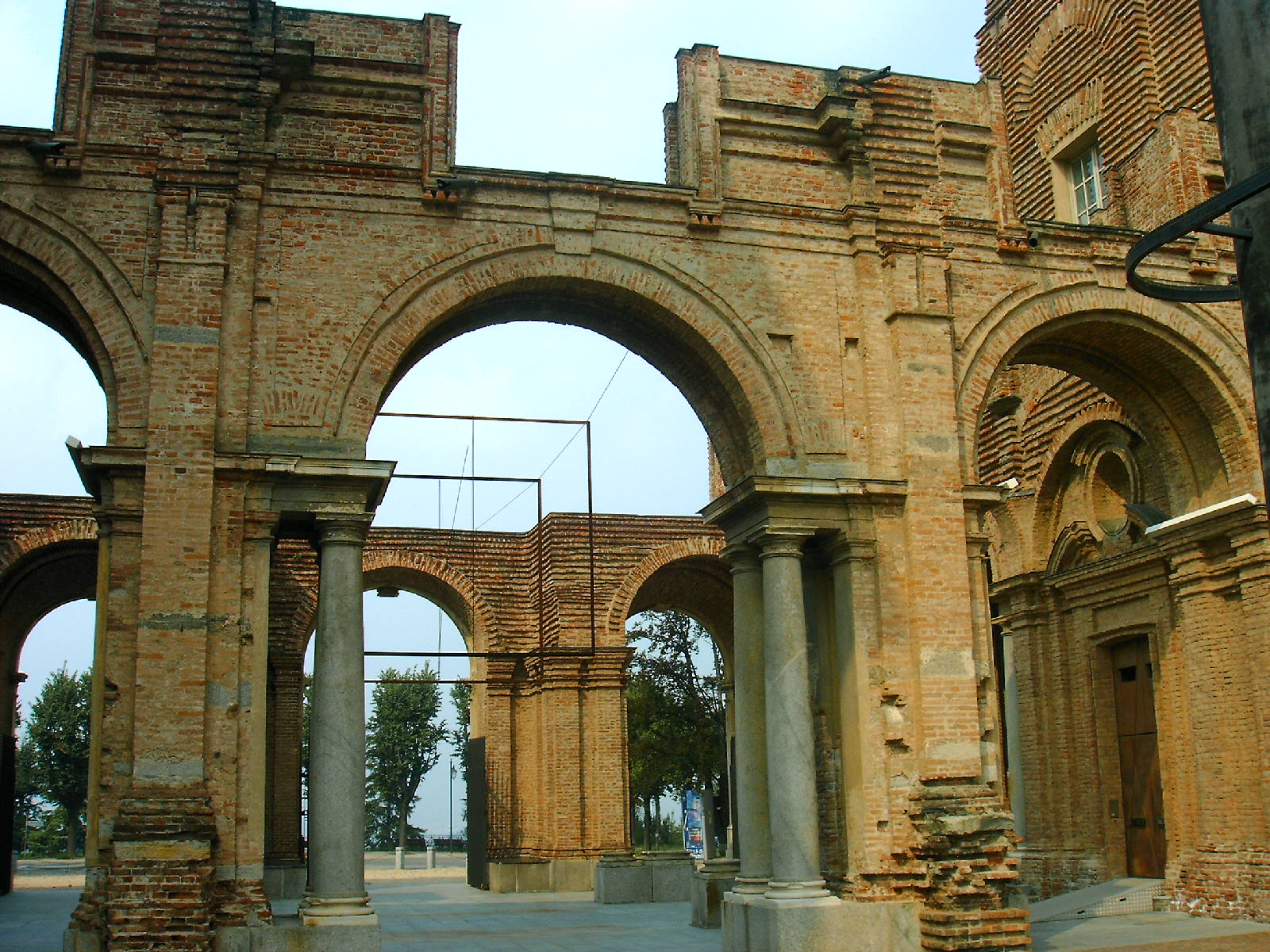
Arche entre les sections juvarriana et la Manica Lunga
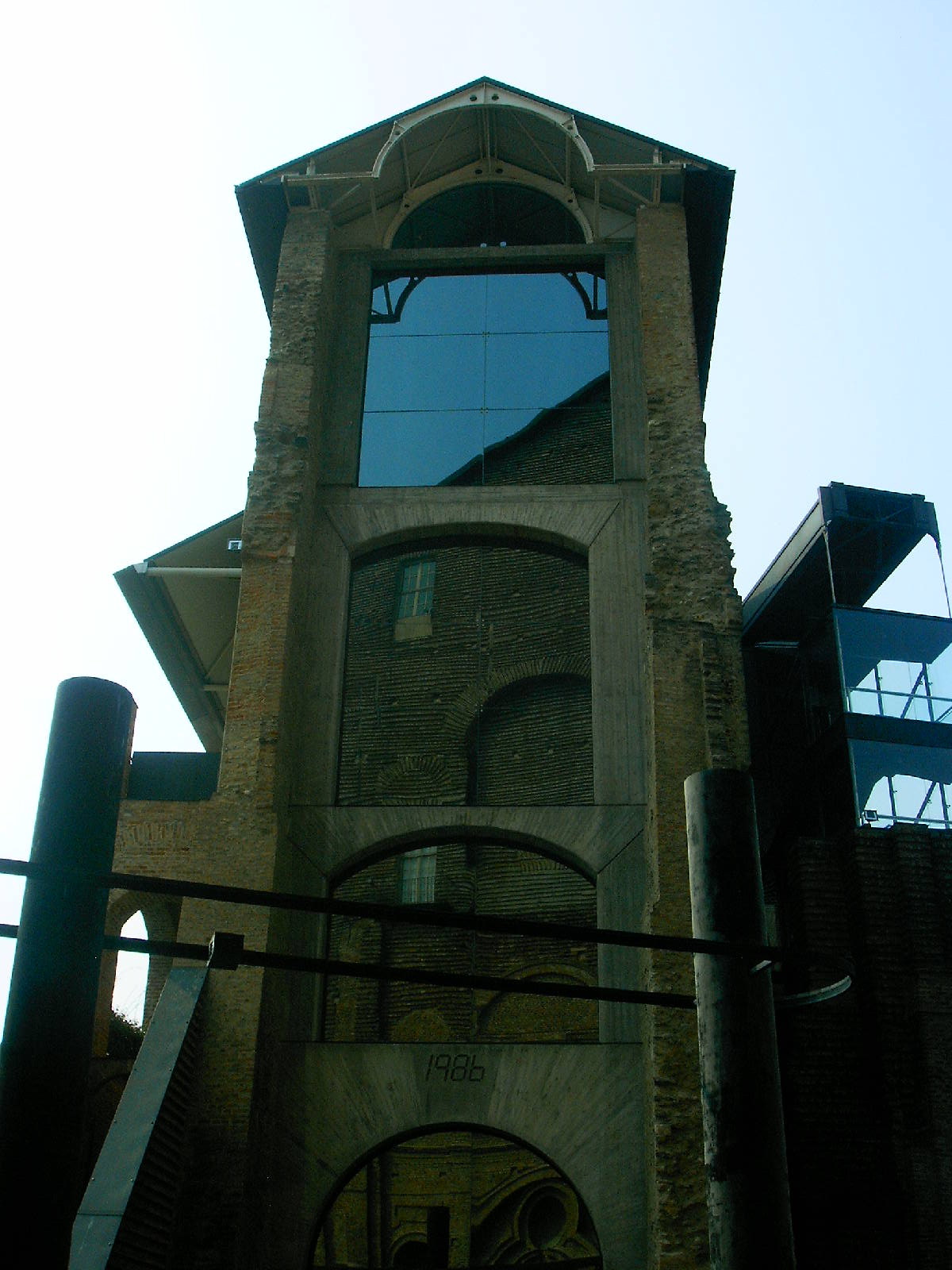
L'entrée et les escaliers de la Manica Lunga
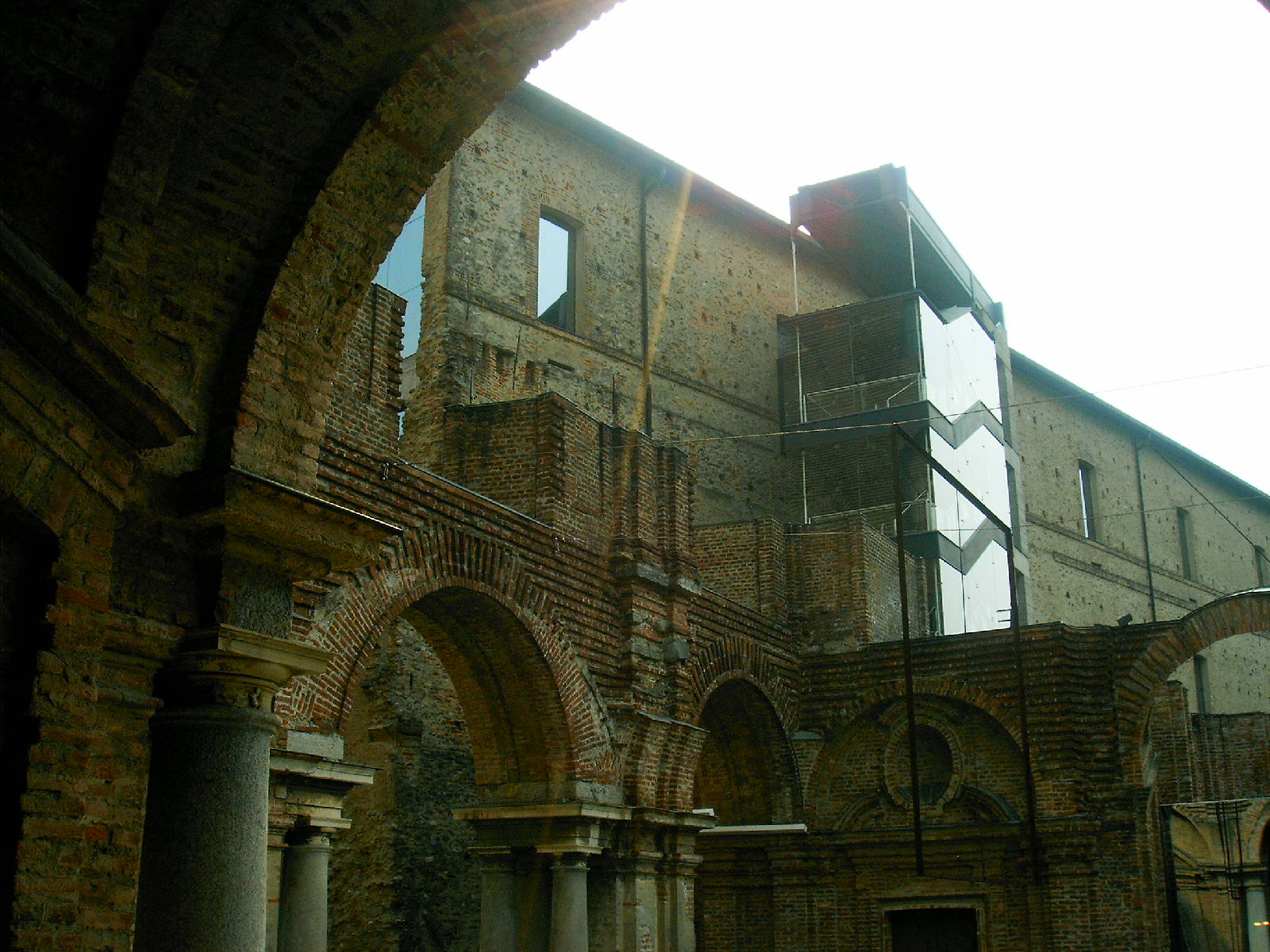
rajout contemporain sur la  Manica Lunga
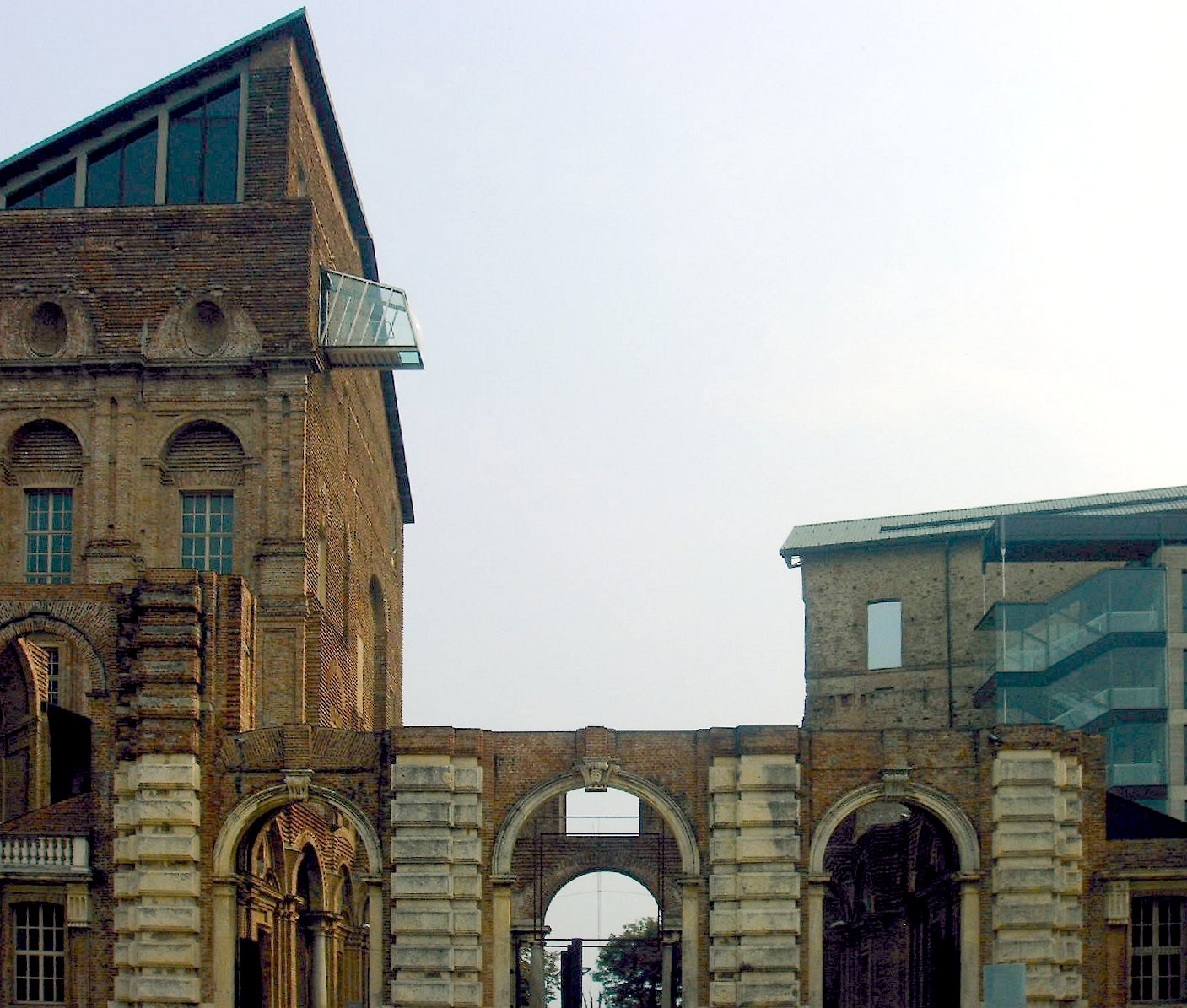
Vue de l'ensemble
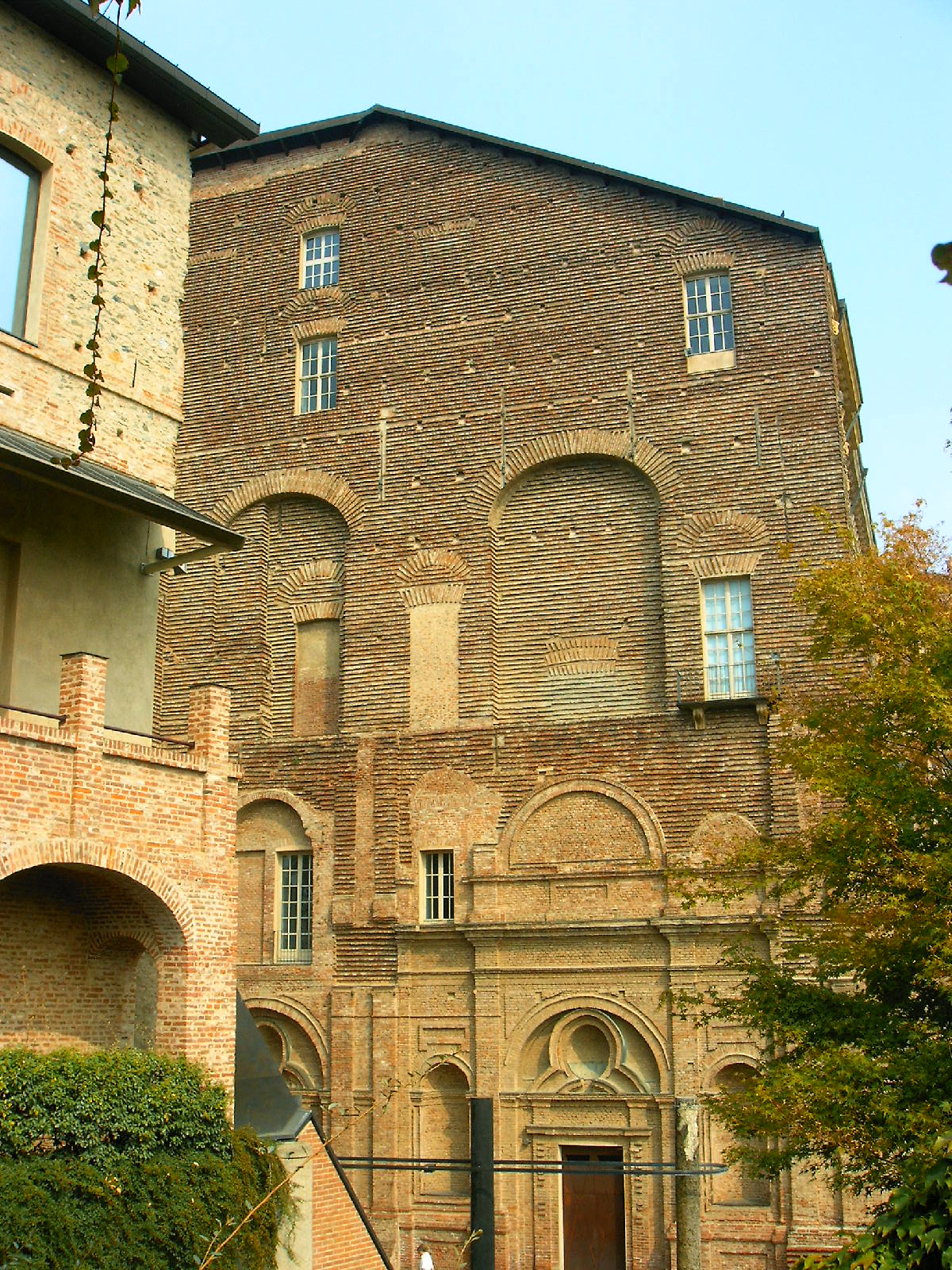
Façade de Juvarra

### Quelques œuvres exposées dans les collections permanentes
- Rebecca Horn :
  - Cutting Through the Past, 1992-1993
  - Warlock's Memorial, 1995
  - Miroir du Lac, 2004
- Maurizio Cattelan :
  - Novecento (Twentieth Century) , 1997
  - Charlie don't surf, 1997
  - Il Bel Paese (The Beautiful Country), 1994
  - A Perfect Day, 1999
- Agnolo Gaddi :
  - Angel of the Annunciation, Christ the Redeemer, Virgin Annunciate, 1387-1388

## Sources
- (it) Cet article est partiellement ou en totalité issu de l’article de Wikipédia en italien intitulé « Castello di Rivoli » (voir la liste des auteurs).